# Sacheon-myeon
Sacheon-myeon (koreanska: 사천면) är en socken  i den nordöstra delen av Sydkorea, 160 km öster om huvudstaden Seoul. Den ligger i kommunen Gangneung i provinsen Gangwon.